# Kitarō
Masanori Takahashi  (高橋正則?, Takahashi Masanori), in arte Kitarō (喜多郎?) (Toyohashi, 4 febbraio 1953) è un musicista, compositore, arrangiatore e produttore discografico giapponese di musica elettronica.
Lo pseudonimo "Kitarō" deriva da un personaggio di una serie anime giapponese (GeGeGe no Kitaro).

## Biografia

### Gioventù
Nacque da una famiglia di agricoltori shintoisti.
In adolescenza, Kitaro maturò una passione per il soul e il rhythm & blues, e in particolare per Otis Redding. Imparò a suonare la chitarra elettrica e formò un gruppo musicale dal nome "Albatross", con il quale si esibiva in piccoli locali o alle feste.
All'inizio degli anni settanta iniziò a suonare le tastiere e si unì al gruppo "Far East Family Band", con il quale ebbe un buon successo. Il gruppo girò il mondo in tour, e in Europa Kitaro ebbe occasione di conoscere il tastierista tedesco Klaus Schulze, uno dei fondatori dei Tangerine Dream. Schulze produsse due album dei "Far East Family Band" e da lui Kitaro apprese nuove tecniche di uso dei sintetizzatori.
Nel 1976 abbandonò il gruppo e si mise a viaggiare attraverso l'Asia (in Cina, Laos, Thailandia e India).

### Carriera solista
Tornato in Giappone, nel 1977 Kitaro intraprese una carriera solista, pubblicando due album che divennero presto oggetti di culto del popolo della new Age: Ten Kai e From the Full Moon Story. Poco tempo dopo, attirò l'attenzione del pubblico internazionale componendo la colonna sonora della serie televisiva Silk Road. Nel 1980 esce l'album Kitaro and London Symphony Orchestra, Silk Road Suite per la Canyon Records.
Nel 1986 siglò un accordo con la Geffen Records che gli garantì la distribuzione a livello mondiale dei suoi lavori. Iniziò a collaborare con diversi artisti, tra cui Micky Hart dei Grateful Dead e Jon Anderson degli Yes, arrivando a vendere dieci milioni di album in tutto il mondo. Fu candidato due volte per un premio Grammy e la sua colonna sonora per il film Heaven and Earth nel 1994 vinse il premio Golden Globe come migliore colonna sonora originale. Nel 2001 vinse finalmente il Grammy Award for Best New Age Album con l'album Thinking of You del 1999 per la Domo Records.

## Vita personale
Kitaro è una sorta di emblema dell'artista new age. "La natura mi ispira; io sono solo un messaggero. Per me, alcune canzoni sono come nuvole, altre sono come acqua". A partire dal 1983, Kitaro ringrazia Madre Natura ogni anno con uno speciale concerto sul Fuji o vicino a casa sua, in Colorado. Passa il plenilunio di agosto a suonare il suo tamburo daiko, anche fino al punto di farsi sanguinare le mani.
Dal 1983 al 1990 è stato sposato con Yuki Taoka, figlia di Kazuo Taoka, padrino del Yamaguchi-gumi, il più grande gruppo della Yakuza. Kitaro e Yuki hanno un figlio, Ryunosuke, che vive in Giappone. Si separarono a causa delle lunghe assenze di Kitaro, che lavorava principalmente negli Stati Uniti.
Negli anni novanta Kitaro ha sposato Keiko Matsubara, una musicista che ha suonato su molti suoi album. Con la moglie e con il figlio di lei, Kitaro vive attualmente a Ward, nei pressi di Boulder, in Colorado.

## Discografia
- Tenkai (1978)
- Daichi (1979)
- Oasis (1979)
- Ki (1981)
- Silver Cloud (1983)
- Toward the West (1985)
- Tenku (1986)
- The Light of the Spirit (1987)
- Kojiki (1990)
- Dream (1992)
- Mandala (1994)
- Peace on Earth (1996)
- Cirque Ingenieux (1997)
- Gaia-Onbashira (1998)
- Thinking of You (1999)
- Ancient (2001)
- An Ancient Journey (2002)
- Sacred Journey of Ku-Kai Vol. 1 (2003)
- Sacred Journey of Ku-Kai Vol. 2 (2005)
- Spiritual Garden (2006)
- Sacred Journey of Ku-Kai Vol. 3 (2007)
- Sacred Journey of Ku-Kai Vol. 4 (2010)
- Final Call (2013)
- Sacred Journey of Ku-Kai Vol. 5 (2017)